# Schlesische Universität Opava

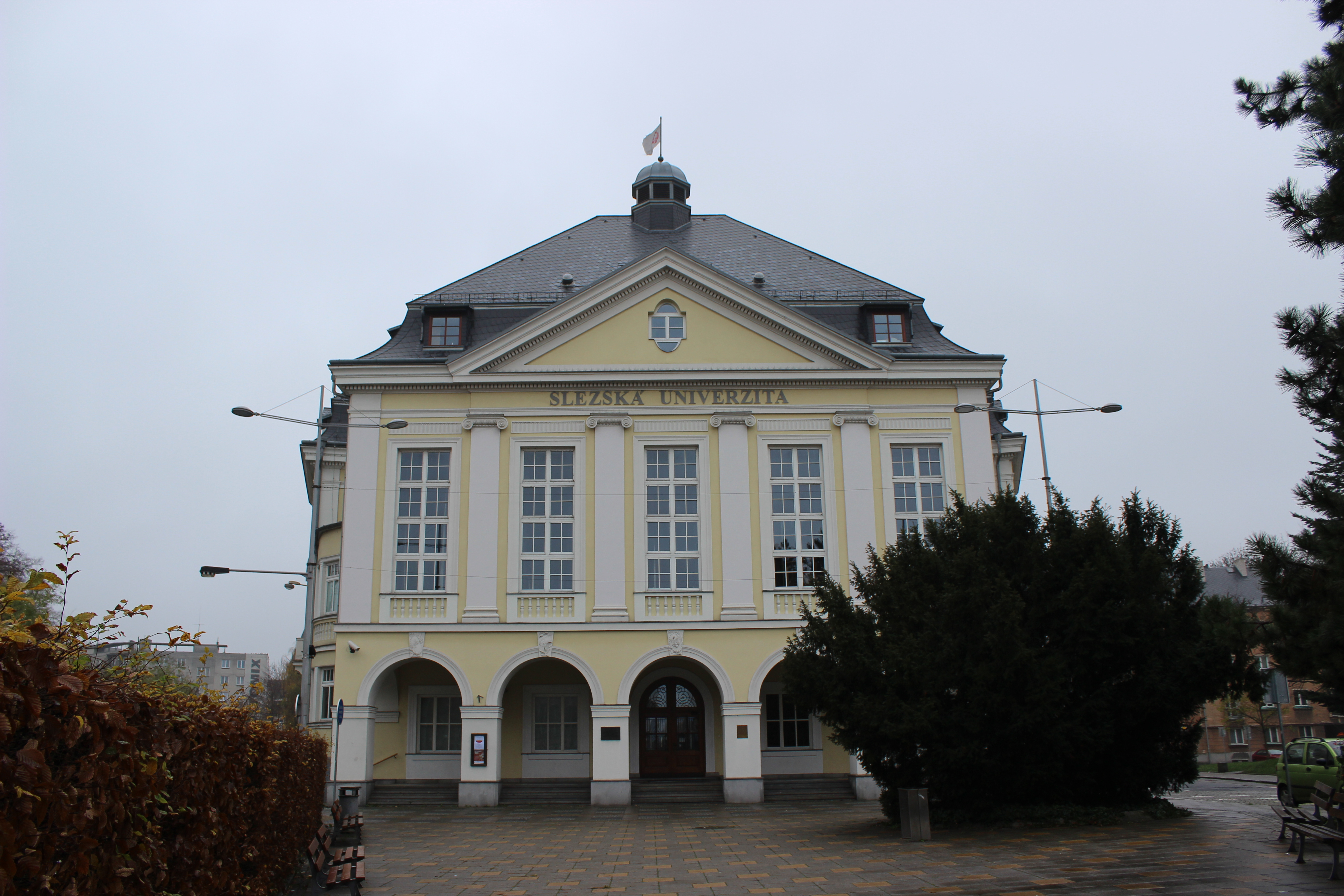
Rektoratsgebäude

Die Schlesische Universität Opava, tschechisch Slezská univerzita v Opavě, (SU) ist eine im Jahre 1991 gegründete tschechische Universität mit Standorten in Opava und in Karviná. 

## Geschichte

### Vorgeschichte
Opava gehörte schon im Mittelalter zu den Städten mit einem hoch entwickelten Schulwesen. In der zweiten Hälfte des 14. Jahrhunderts werden hier die Schulen ausdrücklich erwähnt. Auf Anlass von Albrecht von Waldstein wurde das Jesuiteninternat in Troppau gegründet, in dem im 17. Jahrhundert in einer wichtigen Position der Historiker Bohuslav Balbín wirkte. Das Jesuitengymnasium wurde zur Grundlage des deutschen Gymnasiums in Troppau. 
Aus der 1775 gegründeten Normalschule ging später eine Lehrerbildungsanstalt hervor. Mit der kulturellen Tradition in der früheren Hauptstadt Österreichisch-Schlesiens ist auch die Entstehung des Stadttheaters sowie des Schlesischen Landesmuseums, das heute das älteste Museum auf dem Gebiet der Tschechischen Republik ist, verbunden. 1883 gründete der tschechische Kulturverband Matice opavská ein tschechisches Gymnasium in Troppau, das binnen weniger Jahre als das einzige seiner Art in ganz Österreichisch-Schlesien Schüler aus dem ganzen Land und dem anliegenden Teil Mährens unterrichtete.
Neben der k.k.-Lehrerbildungsanstalt, die 1867 neu organisiert wurde, entstand 1870 mit der deutschen Lehrerinnenbildungsanstalt eine weitere Ausbildungsstätte. 1920 wurden beide vereinigt.

### Tschechoslowakei

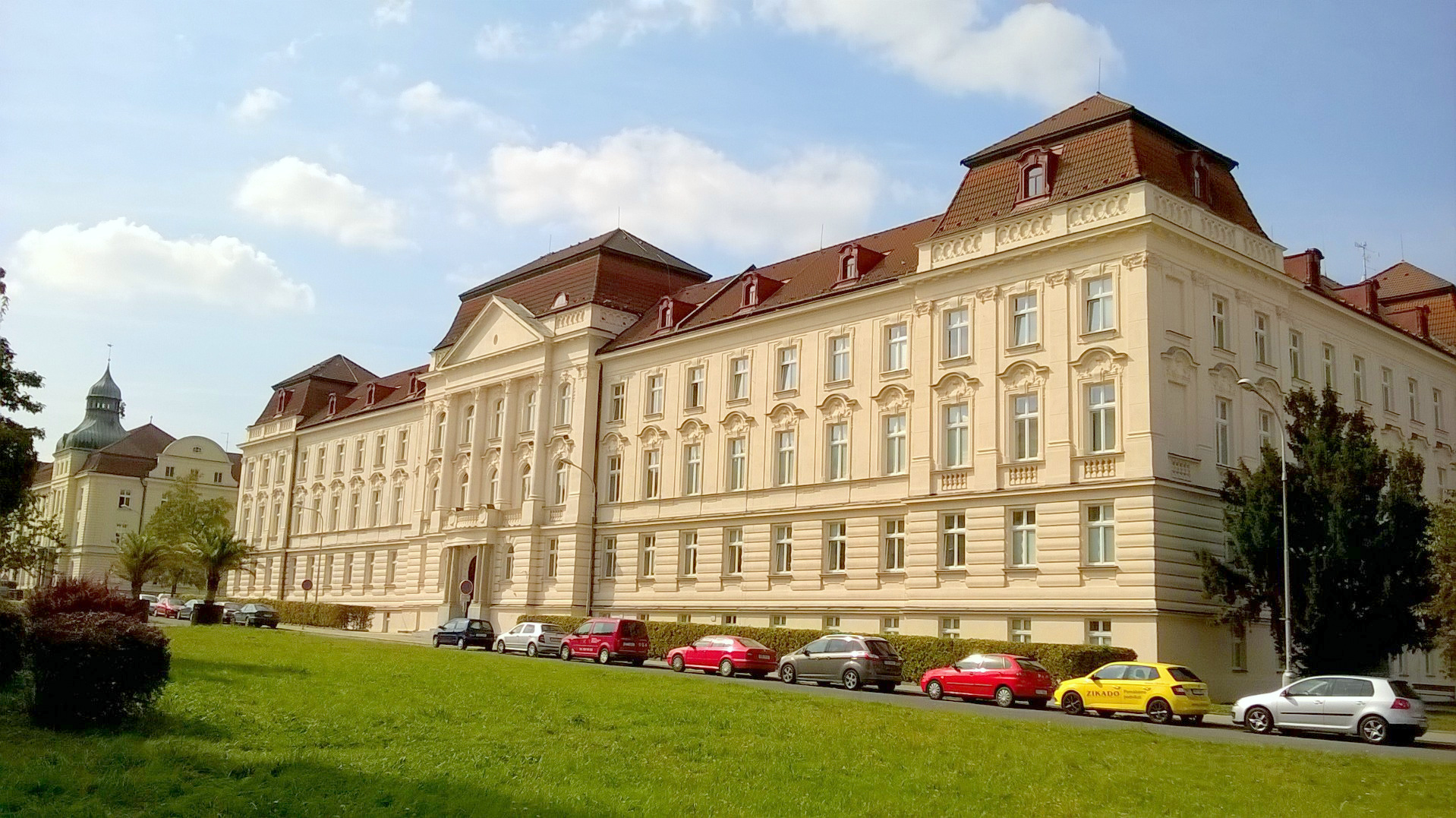
Fakultätsgebäude

Nach dem Ende des Zweiten Weltkrieges wurde Ostrava zum Sitz des Hochschulwesens. Noch hoffte man in Opava, das Industriezentrum Ostrau würde nur Sitz der technischen Einrichtungen würde, während das traditionelle Kulturzentrum des tschechischen Schlesiens die drei geisteswissenschaftlichen Fakultäten (philosophische, pädagogische und juristische) der Universität erhalten könnte. Zwei weitere Fakultäten, die medizinische und die naturwissenschaftliche, sollten ihren Sitz in Ostrau finden.
1953 nahm die Höhere Lehrerbildungsanstalt ihre Arbeit in Troppau wieder auf. Diese Schule hat in den Jahren bis 1959 die Qualifikation von Lehrern für den Unterricht der 6. bis 8. Klasse vorbereitet. Die Institution wurde später nach Ostrava verlegt, woraus schrittweise die Pädagogische Fakultät entstanden ist. 
In den 1960er Jahren waren in Ostrau noch keine ausreichenden Bedingungen zur Existenz einer naturwissenschaftlichen Fakultät geschaffen, deshalb wurden diese Fächer in Troppau unterrichtet. Dazu diente hier das Gebäude der geschlossenen Höheren Lehrerbildungsanstalt. 
Während der politischen Liberalisierung in den Jahren 1968 bis 1969 wurde über die Errichtung einer Universität in Troppau verhandelt. Nach den ersten zusagenden Schritten scheiterten diese Bemühungen aber mit dem Eintritt der politischen „Normalisierung“ unter Gustáv Husák.
Die schlesische Universität konnte erst im Prozess der gesellschaftlichen Veränderungen nach dem 17. November 1989 entstehen. Bei den Vorbereitungen für die Gründung, zu der sich auch weitere Städte Schlesiens und Nordmährens angeschlossen haben, zeigten die Initiatoren der Idee der neuen Universität in Troppau und in Karviná große Ausdauer.

### Gründung und Entwicklung der Universität

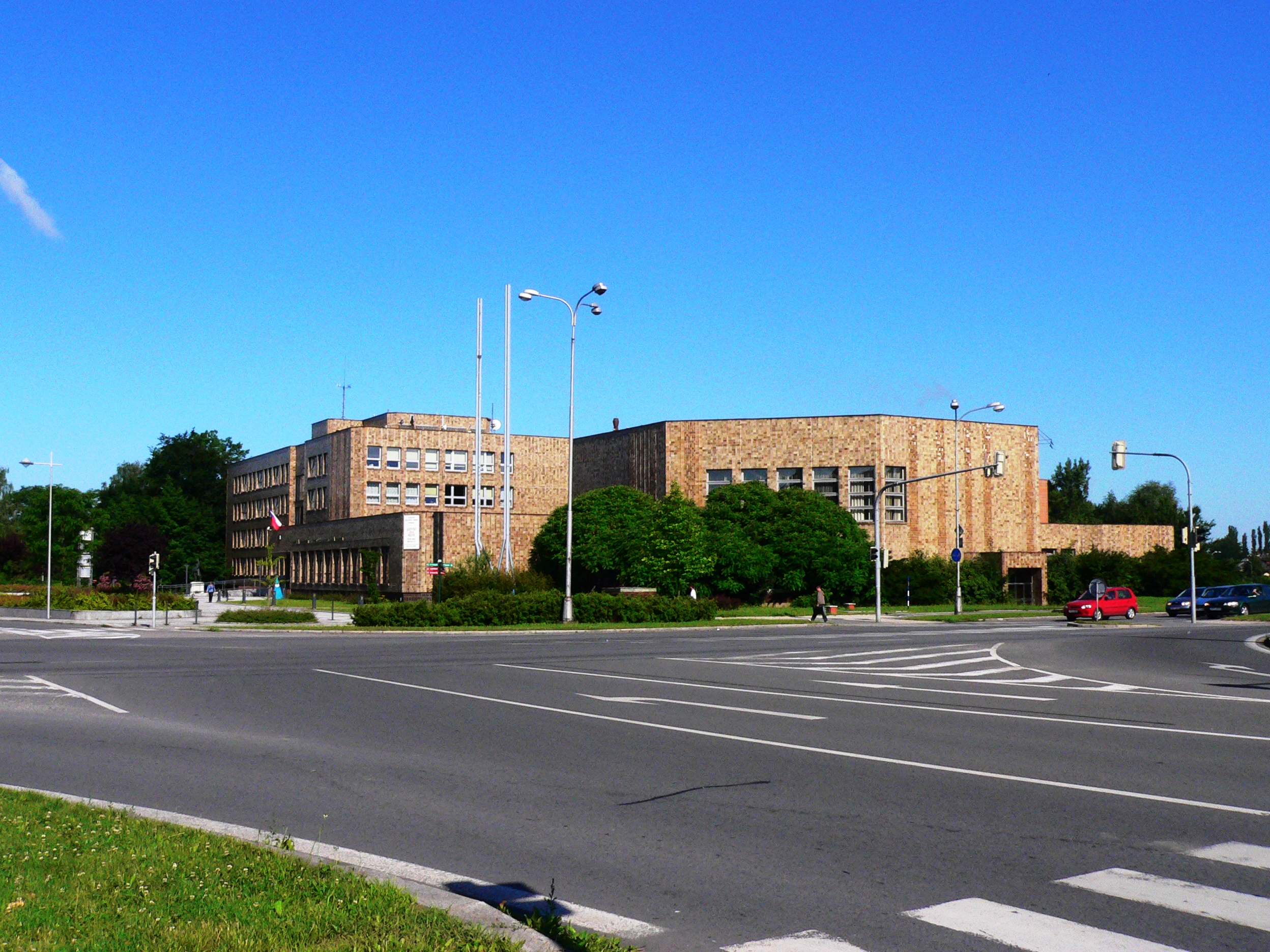
Fakultät für Betriebswirtschaftslehre in Karviná

Der Akademische Senat der Brünner Masaryk-Universität bewilligte am 17. September 1990 die Gründung der Philosophisch-naturwissenschaftlichen Fakultät in Opava und der Fakultät für Betriebswirtschaftslehre in Karviná. 
Der Unterricht an beiden Fakultäten wurde am 8. Oktober 1990 aufgenommen. Mit dem Gesetz 314/1991 Sb. wurden die Fakultäten von der Masaryk-Universität abgeteilt und die schlesische Universität errichtet. Das Gesetz trat am 28. September 1991 in Kraft.
Aus der philosophisch-naturwissenschaftlichen Fakultät hat sich das Institut für Mathematik mit dem Sitz in Opava Anfang des Jahres 1999 ausgegliedert. Im Jahr 2008 wurden aus der philosophisch-naturwissenschaftlichen Fakultät weitere Bereiche ausgegliedert, und es entstand die Fakultät für Öffentliche Politiken.

## Fakultäten und Einrichtungen
- Philosophische und naturwissenschaftliche Fakultät
- Fakultät für Betriebswirtschaftslehre in Karviná
- Fakultät für öffentliche Politik
- Institut für Mathematik